# Chamlé
Chamlé est une ville de l'union des Comores, situé sur l'île de Grande Comore. En 2012, sa population est estimée à 1 345 habitants